# Yakovlev Yak-18
Le Yakovlev Yak-18 (Code OTAN : Max) fut un avion d'entraînement militaire et civil biplace soviétique. Il entra en service en 1946. Motorisé à l'origine par un moteur en étoile Chvetsov M-11FR-1, il est entré en service en 1947. Il a été aussi produit en Chine sous le nom Nanchang CJ-5.

## Histoire
En mai 1945, Yakovlev décida la conception du Yak-18 biplace comme avion d'entraînement. Il le conçut pour remplacer les anciens UT-2 et Yak-5 (en) en service dans l'armée de l'air soviétique et dans l'aviation civile. Le nouvel appareil décolla un an plus tard, propulsé par un Chvetsov M-11, 5 cylindres en étoile et équipé d'un train d'atterrissage principal entièrement rétractable et une roulette de queue fixe. Sa conception le rendit extrêmement facile à construire et à entretenir et sa production continue toujours aujourd'hui (55 ans plus tard) dans deux de ses variantes : le Yak-18T 4 places et le Yak-54 2 places. Le Yak-18 devint l'avion d'entraînement standard dans les écoles de pilotage militaires et civiles. La Chine l'utilisa à grande échelle et de nombreuses nations l'employèrent également.
Membre de la deuxième génération de concepteurs d'avions russes, et la plus connue pour la conception chasseurs, Alexandre Sergueïevitch Yakovlev a toujours conservé une section de conception d'avions légers. En mai 1945, Yakovlev a lancé la conception de l'entraîneur Yak-18 biplace. Il vise à remplacer les Yakovlev UT-2 et Yak-5 en service dans les Forces aériennes soviétiques et DOSAAF (Société de contributions volontaires pour la collaboration avec l'Armée, la Force aérienne et la Marine, qui a parrainé les aéro-clubs partout en URSS). En 1944, une version avancée de l'UT-2 avait été construite et présentait une verrière fermée et un train d'atterrissage fixe qui avait une ressemblance frappante avec le nouveau Yak-18. Le nouvel avion a volé un an plus tard, propulsé par un moteur Shvetsov M-11 cinq-cylindres en étoile de 119 kW (160 ch) et mettant en vedette un train d'atterrissage principal escamotable pneumatique et une roulette de queue fixe. Il est entré en service en tant que formateur plus tard la même année et a été construit par Yakovlev jusqu'en 1956. Des exemplaires ont été exportés vers la Chine, au début sous forme de kit, en 1950. Les Chinois ont commencé la production de copies sous licence en 1954 sous la désignation CJ-5.
Le plus grand titre de gloire du Yak-18 est son utilisation comme bombardier de nuit par la Force aérienne nord-coréenne au cours de la guerre de Corée. L'avion a été modifié avec des supports de bombes sur la section centrale de l'aile et a survolé l'emplacement des troupes de l'ONU de nuit et largué des bombes pour harceler les forces de l'ONU. L'attaque la plus réussie de l'aviation nord-coréenne pendant la guerre fut la destruction d'un dépôt de carburant de près de plus de 20 millions de litres dans la zone d'Inchon, en juin 1953, par 4 ou 5 Yak-18. Le moteur à cinq cylindres rappelait à la plupart des troupes américaines le son des premières machines à laver à essence, ce qui lui a valu le surnom « Washing Machine Charlie » (« Machine à laver Charlie »). Le nom de « Bed Check Charlie » a également été utilisé pour ces intrus nocturnes. Le Yak-18 ainsi que le Polikarpov Po-2 étaient réellement devenus une nuisance, jusqu'à ce que les chasseurs de nuit des États-Unis commencent à les abattre.
En 2018, on annonce la réouverture d'une chaine de montage de la version chinoise, CG-6, par Harbin Aircraft Manufacturing Corporation.

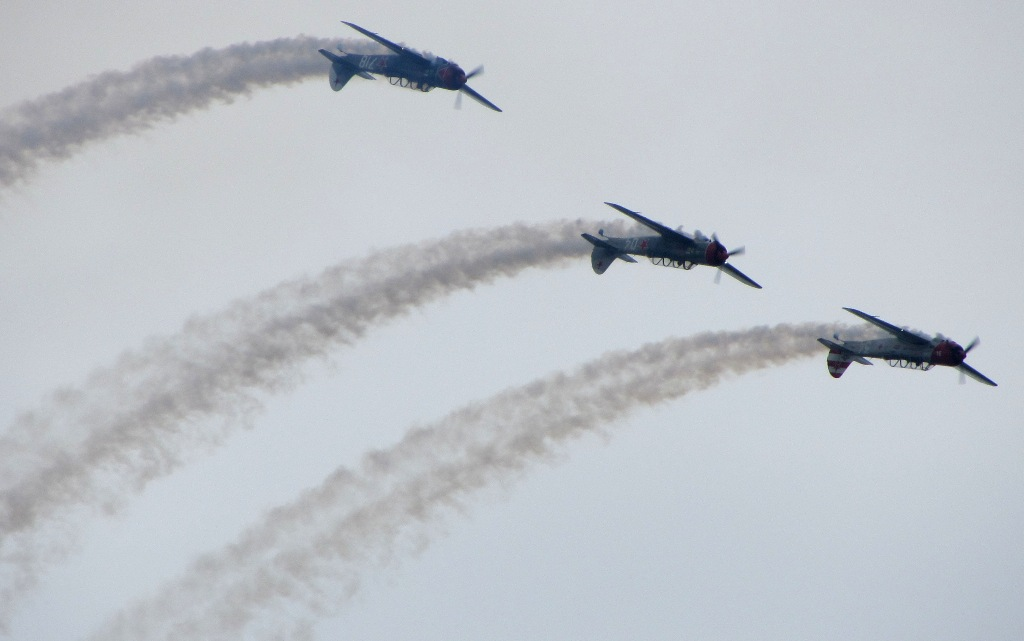
Formation de voltige sur YAK-52TD.

## Variantes
- Yak-18 - La version originale.
- Yak-18A - Version remotorisée par un Ivchenko AI-14 (en) FR de 260 ch. Version la plus produite.
- Yak-18U - Version construite en un petit nombre. Équipé d'un train d'atterrissage rétractable.
- Yak-18P (désignation OTAN "Mouse") - Version monoplace pour la voltige. Dérivé du Yak-18 d'entraînement.
- Yak-18PM - Version de voltige.
- Yak-18PS - Version de voltige avec roue de queue rétractable.
- Yak-18T - Version d'entraînement civile. Le Yak-18T est aussi un avion léger de transport de passagers avec 4 places (pilote compris). Équipé d'une motorisation soit de 360ch ou de 400ch ( Vedeneyev M14PF )
- Nanchang CJ-5 - Le Yak-18 fut construit sous licence par la Chine sous le nom CJ-5.
- Nanchang CJ-6 - Version chinoise, utilisant un Zhuzhou HS-6 en étoile.
- Nanchang Cj-6a - Version chinoise, propulsé par un Zhuzhou Huosai en étoile de 285 ch.
- Nanchang CJ-6B - Version armée de surveillance côtière, appareil d'observation.
- Nanchang BT-6 - Désignation pour l'export des CJ-6 et CJ-6a. Le CJ-6 fut vendu à l'Albanie, au Bangladesh, au Cambodge, à la Corée du Nord, au Sri Lanka, à la Tanzanie, à la Zambie.
- Nanchang Haiyan (Petrel) - Version civile pour l'agriculture.
- Nanchang Haiyan A - Prototype.
- Nanchang Haiyan B - Version civile de lutte anti-incendie et pour l'agriculture.
- Nanchang Haiyan C - Version civile de patrouille et d'observation.

## Opérateurs
Afghanistan
- Force aérienne afghane

 Albanie
- force aérienne albanaise (incluant la version chinoise CJ-6).

 Algérie
- armée de l'air algérienne

 Allemagne de l'Est
- Force aérienne de l'armée populaire nationale

Arménie
- force aérienne arménienne

 Autriche
- force aérienne autrichienne

 Bulgarie
- Force aérienne bulgare

 Royaume du Cambodge
- Force aérienne royale cambodgienne
- Armée de l'air khmère

 Chine
- Force aérienne de l'armée populaire de libération - fabriqués en Chine sous la désignation CJ-5.

 Corée du Nord
- Force aérienne populaire de Corée

 Égypte
- Armée de l'air égyptienne

 Guinée
- Forces armées de la Guinée

 Hongrie
- Force aérienne de Hongrie

 Irak
- Force aérienne irakienne

 Laos
- Force aérienne de l'Armée de libération populaire du Laos

 Mali
- Forces armées et de sécurité du Mali

 Mongolie
- Force aérienne populaire de Mongolie

 Pologne
- Force aérienne de la République polonaise

 Roumanie
- Force aérienne roumaine

 Somalie
- Force aérienne somalienne

 Syrie
- Armée de l'air syrienne

 Tchécoslovaquie
- Armée de l'air tchécoslovaque
- Garde nationale tchécoslovaque

 Transnistrie
- Forces armées transnistriennes - 2

 Turkménistan
- Force aérienne turkmène

 Union soviétique
- DOSAAF
- Forces aériennes soviétiques

 Vietnam
- Force aérienne populaire vietnamienne

 Yémen
- Force aérienne yéménite

 Zambie
- Force aérienne de Zambie

### Développement lié
- Nanchang CJ-6
- Yakovlev Yak-20 (en)

### Aéronefs comparables
- Zlín Z 26 Trener
- LWD Junak (en)
- de Havilland Canada DHC-1 Chipmunk
- Percival Prentice
- Ryan Navion